# Barthold Heinrich Brockes

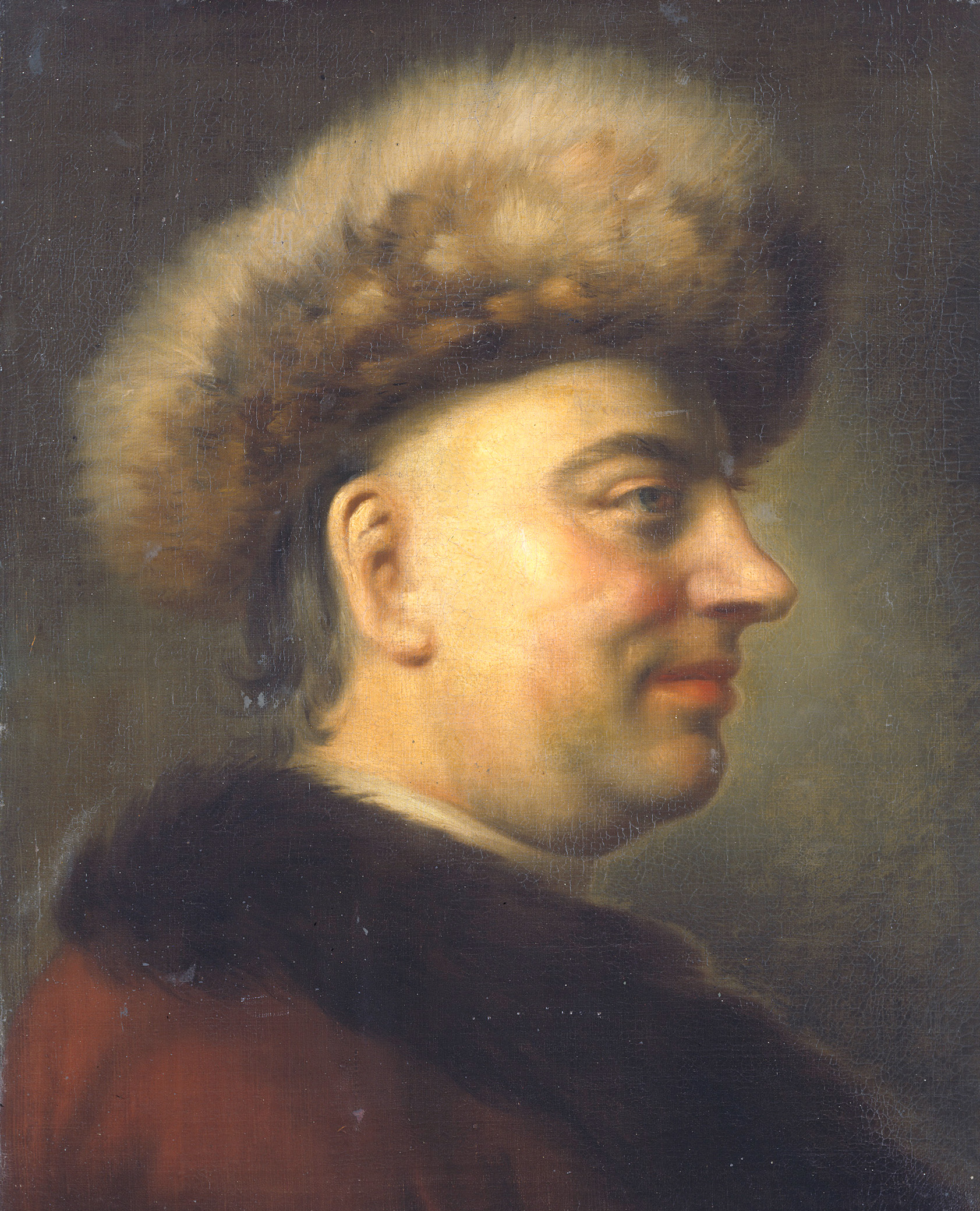
Dominicus van der Smissen, Barthold Heinrich Brockes, 2. Viertel 18. Jahrhundert, Hamburger Kunsthalle

Barthold Heinrich Brockes (auch: Bertold Hinrich Brockes), gesprochen: Brook[e]s, (geboren 22. September 1680 in Hamburg; gestorben 16. Januar 1747 ebenda) war ein deutscher Schriftsteller und Dichter der frühen deutschen Aufklärung.
Sein Hauptwerk ist die naturlyrische Gedichtsammlung Irdisches Vergnügen in Gott, in der die Natur in ihrer Schönheit und Nützlichkeit als Mittler zwischen Mensch und Gott reflektiert wird.

## Leben und Werk

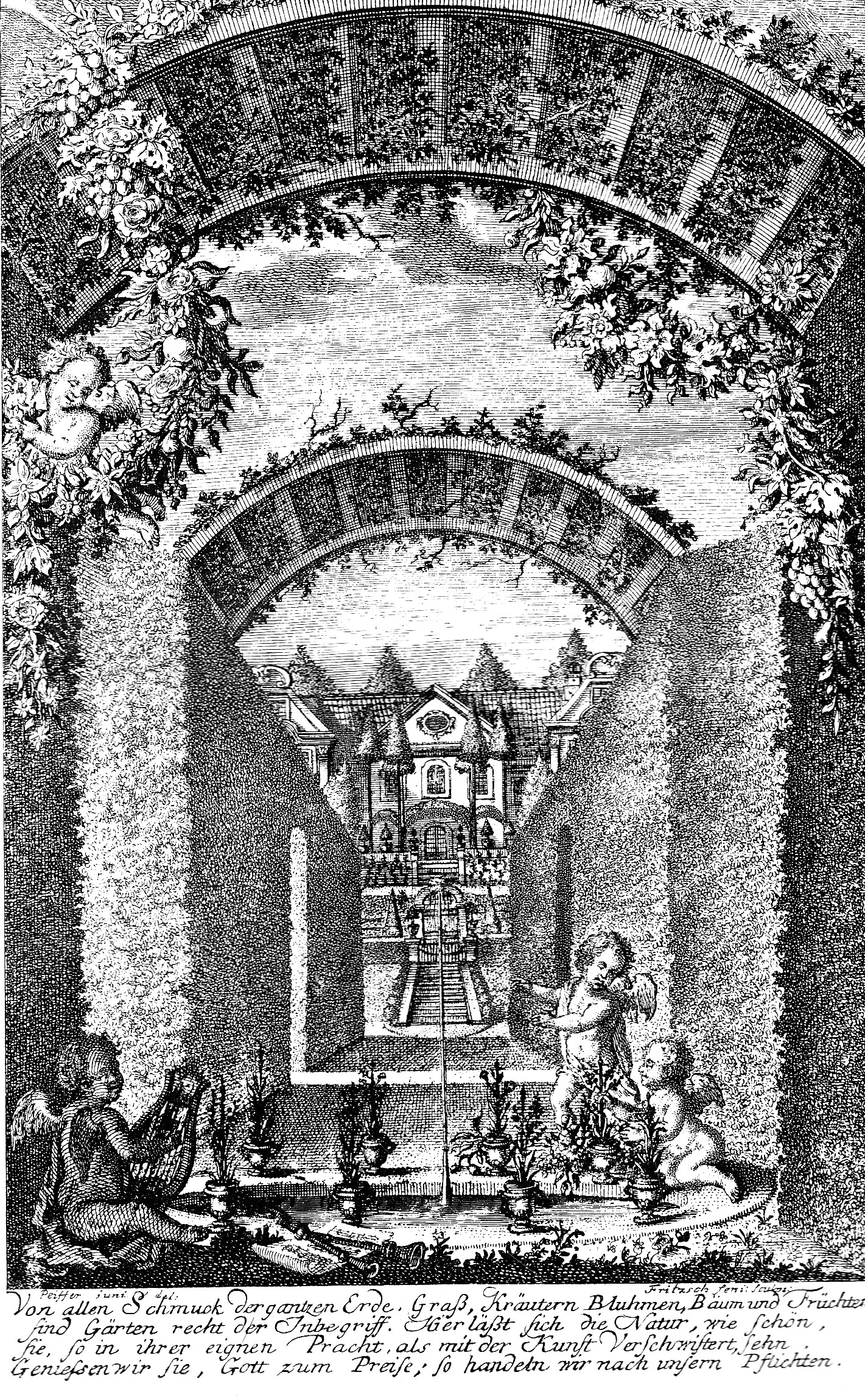
Christian Fritzsch, Illustration zu Brockes „Irdisches Vergnügen in Gott“ mit Brockes Garten „der Roß“

Der Hanseat Brockes war als Mitglied der Hamburger Oberschicht zeit seines Lebens finanziell unabhängig und konnte sich seinen künstlerischen wie gesellschaftlichen Neigungen widmen.

### Herkunft
Barthold Heinrich Brockes war Sohn eines wohlhabenden Hamburger Kaufmanns. Er erhielt zunächst beim Vater Privatunterricht, den nach dessen Tod 1694 die Mutter für ihn und seine Schwester Anna Elisabeth übernahm. Ab 1696 besuchte Brockes das Akademische Gymnasium in Hamburg. Zur Vervollkommnung seiner Lateinkenntnisse reiste er 1698 mit einem Kaufmannsfreund des Vaters nach Dresden und von dort mit einem Adelssohn, mit dem er sich angefreundet hatte, nach Prag. Wieder zurück in Hamburg, widmete sich Brockes der Vervollkommnung höfischer Umgangsformen, erlernte Tanzen, Fechten und Reiten, wie auch die französische Sprache.

### Werdegang
Von 1700 bis 1702 studierte er Jura und Philosophie in Halle (Saale), wo er unter anderem Vorlesungen bei Christian Thomasius hörte. Anschließend absolvierte er in Wetzlar ein halbjähriges Praktikum am dortigen Reichskammergericht. Es folgte eine Bildungsreise nach Genf. Die Wirren des spanischen Erbfolgekriegs beeinflussten seine Reiseroute und führten ihn über Italien und Frankreich (hier vor allem über Paris) nach Leiden, wo er 1704 zum Lizentiaten der Rechte promovierte. Dann kehrte er – nach einer kurzen Erwägung, sich in London niederzulassen – nach Hamburg zurück.

### Erste literarische Produktion

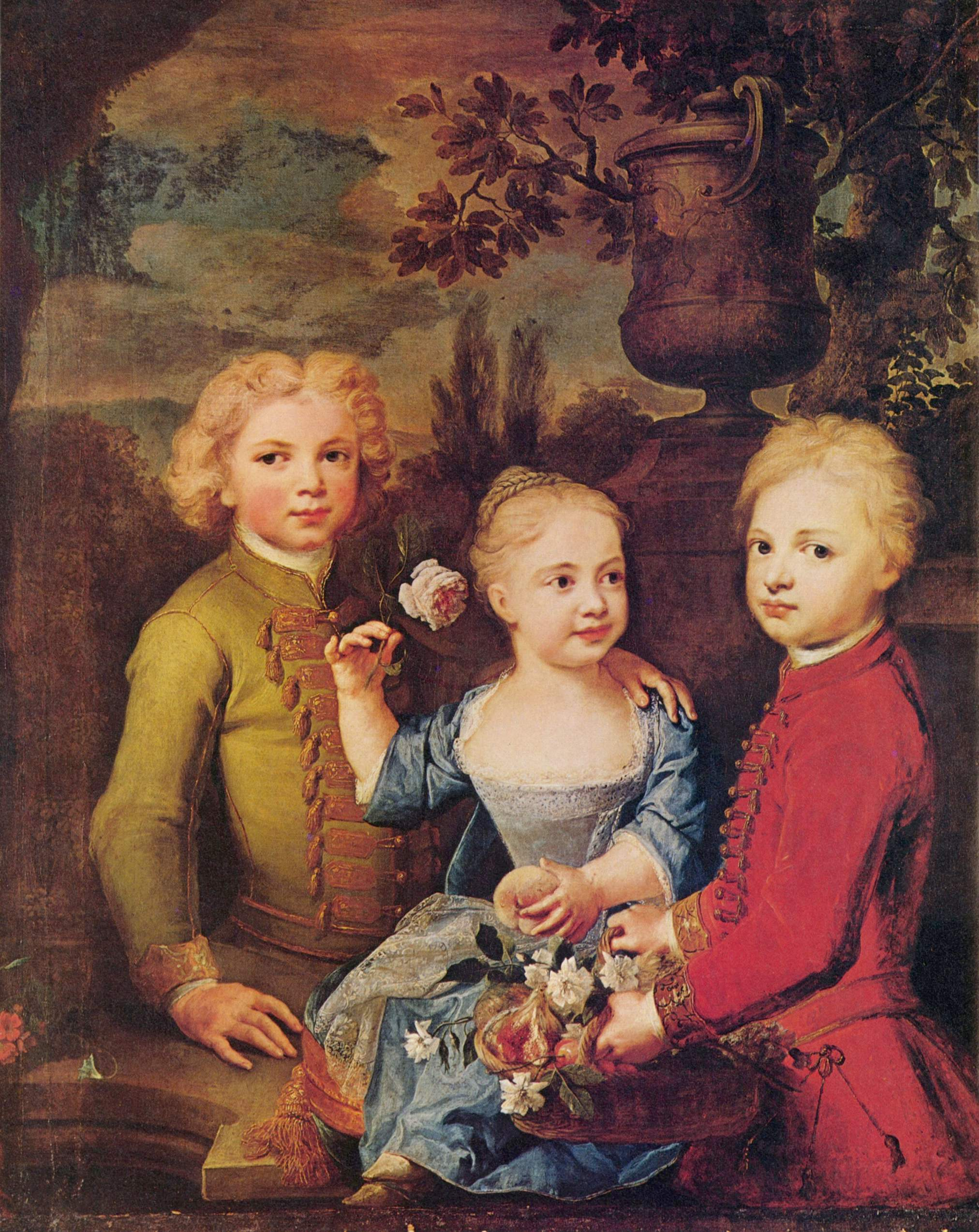
Balthasar Denner: Drei Kinder des Ratsherrn Barthold Hinrich Brockes, 1724, Hamburger Kunsthalle

Der seit dem Tod seines Vaters wirtschaftlich unabhängige Brockes begann nun, sich zunehmend seinen literarischen Interessen zu widmen. 1709 starb seine Mutter und hinterließ ihm ein beträchtliches Vermögen. 1712 veröffentlichte er mit dem Passions-Oratorium Der für die Sünde der Welt gemarterte und sterbende JESUS sein erstes Werk, das ihn berühmt machen sollte. Komponisten wie Reinhard Keiser (1712), Georg Friedrich Händel (siehe dessen Brockes-Passion), Georg Philipp Telemann (1716), Johann Mattheson (1718), Johann Friedrich Fasch (1723), Gottfried Heinrich Stölzel (1725) und Johann Caspar Bachofen (1759) vertonten Stücke des in den folgenden Jahren weit über die Stadt hinaus bekannten Brockes; weitere Komponisten folgten bis zum Ende des 18. Jahrhunderts. Auch Johann Sebastian Bach verwendete Teile daraus in seiner Johannes-Passion (1724).
1714 heiratete Brockes Anna Ilsabe Lehmann. Mit ihr hatte er zwölf Kinder, von denen sieben ihn überlebten, darunter als sein achtes Kind der Kapitän Joachim Wilhelm Brockes (1723–1795).

### Übersetzer und Gründer
1715 gründete Brockes mit anderen angesehenen Hamburger Bürgern die Teutschübende Gesellschaft, eine Sprachgesellschaft zur Förderung der deutschen Sprache und Literatur. Zu dieser Gruppe zählten Johann Albert Fabricius, Michael Richey, Johann Ulrich von König und später auch Samuel von Triewald (1688–1742), Georg Jakob Hoefft (1686–1719) und der namhafte Pädagoge Johann Hübner. Im selben Jahr veröffentlichte er die Übersetzung der Strage degli Innocenti (1620) von Giambattista Marino unter dem Titel Verteutschter Bethlehemitischer Kinder-Mord des Ritters Marino, ein Werk des europäischen Manierismus (vgl. dazu auch Gongorismus, Euphuismus, Preziosität, Schlesische Dichterschule).
Von ihrer Gründung 1724 bis zu seinem Tode gehörte Brockes der zunehmend einflussreichen Patriotischen Gesellschaft an, welche die Hamburger Bürger zur Wahrung ihrer Angelegenheiten ermuntern wollte. Ziele der Gesellschaft waren Gemeinnützigkeit, Offenheit und Toleranz. Die Gesellschaft gab die moralische Wochenschrift Der Patriot heraus, in der Brockes insgesamt 23 Beiträge veröffentlichte.

### Senator und Diplomat

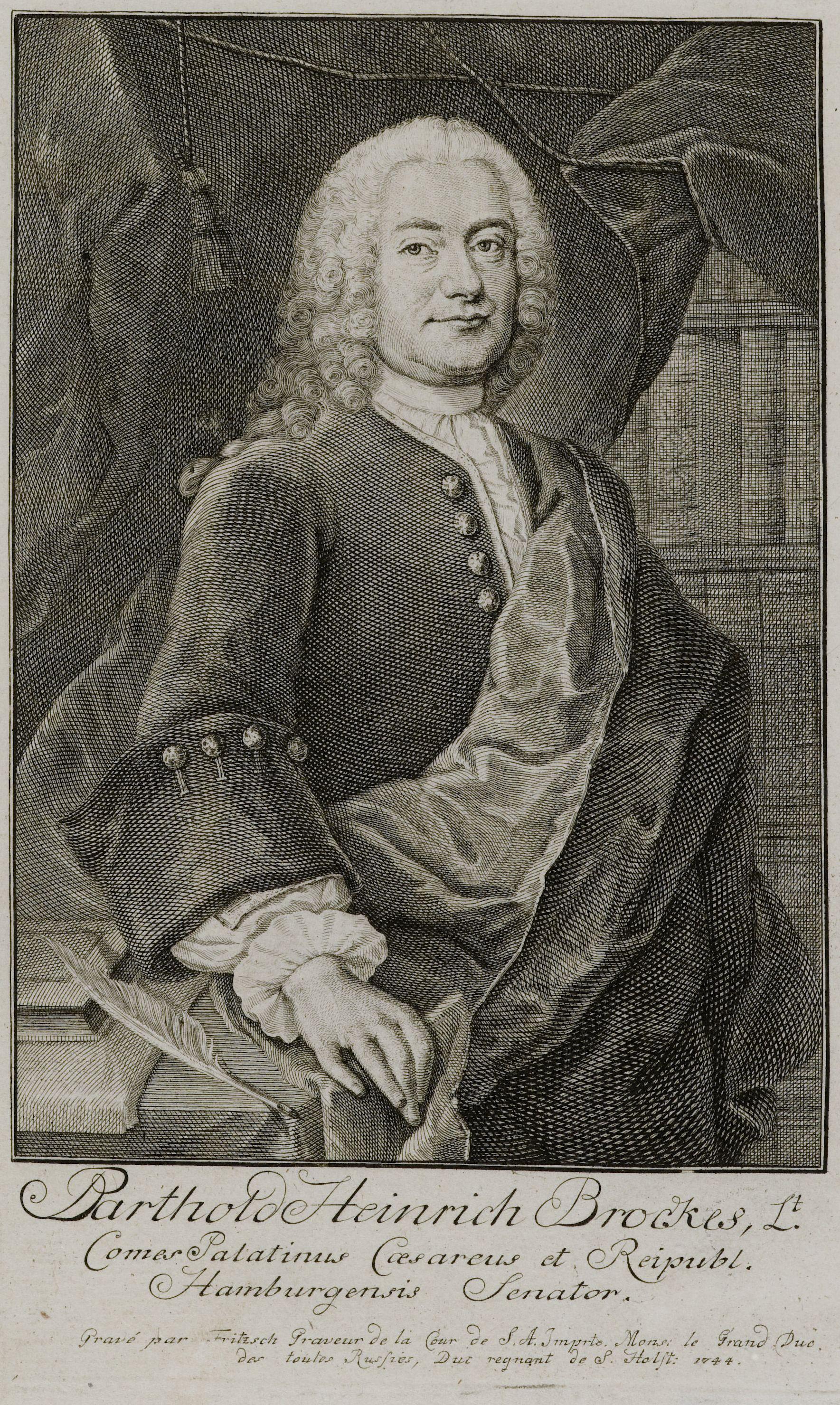
Brockes. Kupferstich von Christian Fritzsch (1695–1769), 1744

1720 ließ sich Brockes, nachdem er diesen Posten zunächst abgelehnt hatte, zum Ratsherren wählen und wurde Senator der Stadt. In diplomatischer Mission reiste er nach Wien, Kopenhagen, Berlin und Hannover.
Brockes’ Lob- und Huldigungsdichtung, die mit Blick auf eine mögliche Erhebung in den Adelsstand hin entstand, machte den Hamburgern wenig Eindruck. Brockes’ erste und wichtigste diplomatische Reise an den Wiener Hof wurde jedoch von Kaiser und Prinz beifällig aufgenommen und erlaubte dem Dichter so, seinem Auftraggeber – dem Rat der Stadt Hamburg – unerwartet großen Nutzen zu verschaffen.

### Späte Ämter
1728 amtierte Brockes als Stadtrichter, 1730 dann als Landrichter. Kurz darauf wurde er zum kaiserlichen Pfalzgrafen erhoben. Von 1735 bis 1741 war er Amtmann Hamburgs im Amt Ritzebüttel, im heutigen Cuxhaven an der Elbmündung. Als Amtmann nahm er die umfangreichen Aufgaben im Auftrag seiner Vaterstadt und zum Wohle der Bevölkerung wahr und verbrachte hier die inhaltsreichste Zeit seines Lebens. Hier entstand sein Landleben in Ritzebüttel als der siebte Teil des bereits 1721 begonnenen Irdischen Vergnügens (herausgegeben 1743). 1740 besuchte ihn dort Hermann Samuel Reimarus.
Die Freude an seinem Leben in Ritzebüttel schwand 1736 nach dem Tod seiner Frau Ilsabe. (In einigen Schriften wird als Todesjahr 1740 angegeben, anhand eines Gedichtes im 6. Teil des Irdischen Vergnügens in Gott „Ernsthafte Gedanken über den tödlichen Hintritt der nunmehr seligen Belise 1736, den 15. November“ geht man von dem Todesjahr 1736 aus.) Am 22. April 1741 kehrte Brockes – diesmal auf dem Wasserwege – zusammen mit seinen Kindern nach Hamburg zurück. Er wurde zum Präses der Admiralitäts- und Convoy-Deputation gewählt, dann Erster Landherr auf dem Hamburger Berg, schließlich 1742 erst Zweiter, dann Erster Landherr von Hamm und Horn und 1743 Vorsitzender des Scholarchats. Am 16. Januar 1747 starb Barthold Heinrich Brockes nach dreitägiger Krankheit im Alter von 66 Jahren in seiner Vaterstadt. Sein Leichnam wurde am 23. Januar in der Kirche St. Nikolai in Hamburg beigesetzt.

### Sammlertätigkeit
Brockes hatte eine kleine Gemäldesammlung von überwiegend niederländisch beeinflussten Hamburger Malern: von Joachim Luhn, Matthias Scheits, Balthasar Denner und Franz Werner Tamm. Auch einige Gemälde niederländischer und flämischer Maler waren in seinem Besitz, so erwarb er zwei Bilder von Willem van Mieris.

## Literarisches Hauptwerk
1721 begann Brockes mit der Herausgabe des Irdischen Vergnügens in Gott, bestehend in Physicalisch- und Moralischen Gedichten. Das Werk erschien bis 1748 in neun Bänden. Es scheint das Ende einer barocken Weltsicht, die das 17. Jahrhundert geprägt hatte, anzukündigen. Die Huldigung der Natur und der Schöpfung stand zwar immer noch im Mittelpunkt der Dichtung, wurde bei Brockes aber nunmehr um die präzise und analytische Betrachtung derselben ergänzt.
Der Ton des Irdischen Vergnügens traf zwar durchaus auf breite Zustimmung und fand Nachahmer, wurde aber zum Beispiel von Johann Jakob Breitinger und Johann Christoph Gottsched bereits kritisiert und im Zuge der literarischen Aufklärung dann zunehmend als dürftig und nichtssagend angesehen; zwei Jahrzehnte nach dem Tod des Autors wusste man dieser Dichtung nichts mehr abzugewinnen. Karl Lohmeyer (1868–1956) befasste sich eingehend mit Brockes und seinem Werk.
Kirschblüte bei der Nacht
Ich sahe mit betrachtendem Gemüte

jüngst einen Kirschbaum, welcher blühte,

in kühler Nacht beim Mondenschein;

ich glaubt, es könne nichts von größrer Weiße sein.

Es schien, als wär ein Schnee gefallen;

ein jeder, auch der kleinste Ast,

trug gleichsam eine rechte Last

von zierlich weißen runden Ballen.

Es ist kein Schwan so weiß, da nämlich jedes Blatt,

- indem daselbst des Mondes sanftes Licht

selbst durch die zarten Blätter bricht -

sogar den Schatten weiß und sonder Schwärze hat.

Unmöglich, dacht ich, kann auf Erden

was Weißres aufgefunden werden.

Indem ich nun bald hin, bald her

im Schatten dieses Baumes gehe,

sah ich von ungefähr

durch alle Blumen in die Höhe

und ward noch einen weißern Schein,

der tausendmal so weiß, der tausendmal so klar,

fast halb darob erstaunt, gewahr.

Der Blüte Schnee schien schwarz zu sein

bei diesem weißen Glanz. Es fiel mir ins Gesicht

von einem hellen Stern ein weißes Licht,

das mir recht in die Seele strahlte.

Wie sehr ich mich an Gott im Irdischen ergötze,

dacht ich, hat er dennoch weit größre Schätze.

Die größte Schönheit dieser Erden

kann mit der himmlischen doch nicht verglichen werden.

## Ehrungen

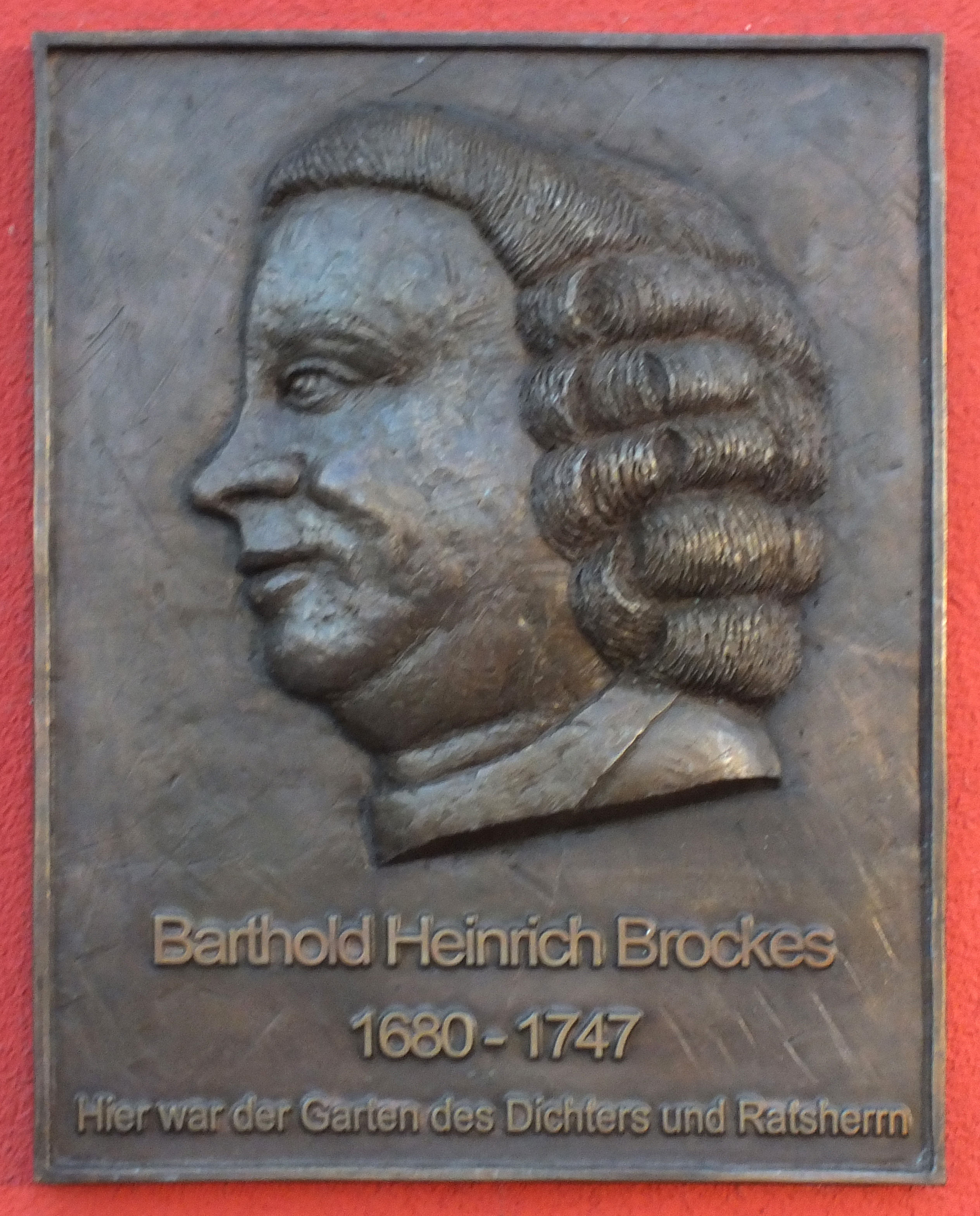
Gedenktafel für Brockes’ Garten am Hamburger Gewerkschaftshaus

- In Hamburg-Mitte ist die Brockesstraße, die zwischen dem Museum für Kunst und Gewerbe und dem ZOB liegt, nach ihm benannt. Gegenüber am Besenbinderhof befand sich sein Gartenhaus und der oft besungene Garten, „der Roß“. Am dortigen Gewerkschaftshaus wurde im November 2016 eine Gedenktafel angebracht.
- Deutscher Übersetzerfonds: „Barthold-Heinrich-Brockes-Stipendium“ für literarische Übersetzer, ermöglicht ein Urlaubsjahr für erfahrene Übersetzer.

## Werke (Auswahl)

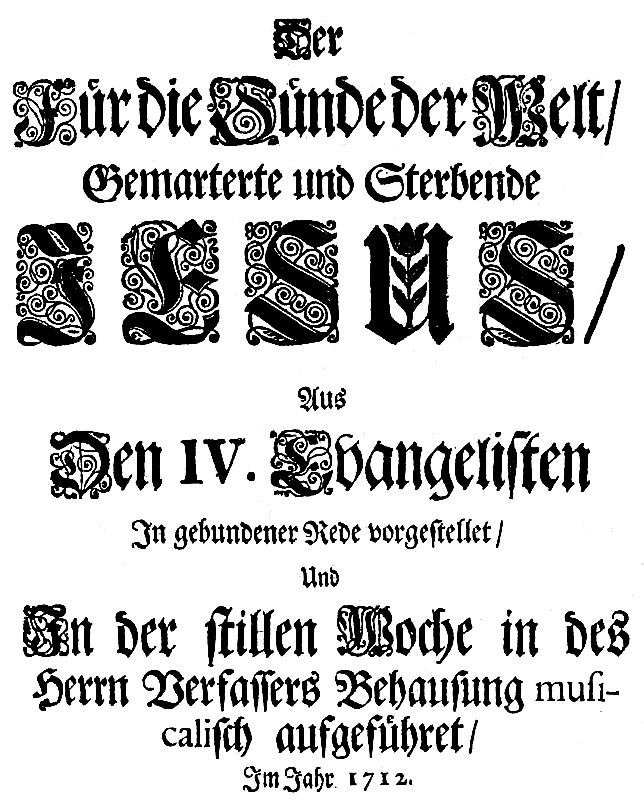
Titelblatt des Librettos der Brockes-Passion von 1712

- Der für die Sünde der Welt gemarterte und Sterbende Jesus (Passionsoratorium, Text von 1712, vertont von mindestens 15 Komponisten, darunter Reinhard Keiser (1712), Georg Friedrich Händel (1716), Johann Friedrich Fasch (1717/19), Johann Mattheson (1718), Georg Philipp Telemann (1716) und Gottfried Heinrich Stölzel (1725)).
- (Übs. u. Verf.) Verteutschter Bethlehemitischer Kinder-Mord des Ritters Marino. Nebst etlichen von des Herrn Übersetzers Eigenen Gedichten Mit dessen Genehmhaltung ans Licht gestellet sammt einer Vorrede / Leben des Marino und einigen Anmerckungen von König (nach Strage degli Innocenti von Giambattista Marino), 1715.
- Irdisches Vergnügen in Gott, bestehend in Physicalisch- und Moralischen Gedichten (Gedichte, 9 Bde.), 1721–48.
  - Zweyter Teil, 1727. (Digitalisat und Volltext im Deutschen Textarchiv)
  - Fünfter Theil, 1736. (Digitalisat und Volltext im Deutschen Textarchiv)
  - Sechster Theil, 1740. (Digitalisat und Volltext im Deutschen Textarchiv)
  - Siebender Theil, 1746. (Digitalisat in Google Books)
  - Achter Theil, 1746. (Digitalisat und Volltext im Deutschen Textarchiv)
  - Neunter und letzter Theil, 1748. (Digitalisat und Volltext im Deutschen Textarchiv)
- (Übs.) Aus dem Englischen übersetzter Versuch vom Menschen des Herrn Alexander Pope, 1740.
- (Übs.) Aus dem Englischen übersetzte Jahreszeiten des Herrn Thomson, 1744.

Werkausgaben
- Barthold Heinrich Brockes: Selbstbiographie. Verdeutschter Bethlehemitischer Kinder-Mord. Gelegenheitsgedichte. Aufsätze. Werke, Band 1, hrsg. und kommentiert von Jürgen Rathje. Wallstein Verlag. Göttingen 2012, ISBN 978-3-8353-0982-1
- Barthold Heinrich Brockes: Irdisches Vergnügen in Gott. Erster und Zweiter Teil. Werke, Band 2, hrsg. und kommentiert von Jürgen Rathje. Wallstein Verlag. Göttingen 2013, ISBN 978-3-8353-1192-3
- Barthold Heinrich Brockes: Irdisches Vergnügen in Gott. Dritter und Vierter Teil. Werke, Band 3, hrsg. und kommentiert von Jürgen Rathje. Wallstein Verlag. Göttingen 2014, ISBN 978-3-8353-1512-9
- Barthold Heinrich Brockes: Irdisches Vergnügen in Gott. Fünfter und Sechster Teil. Werke, Band 4, hrsg. und kommentiert von Jürgen Rathje. Wallstein Verlag. Göttingen 2016, ISBN 978-3-8353-1779-6
- Barthold Heinrich Brockes: Irdisches Vergnügen in Gott. Siebenter und Achter Teil. Werke, Band 5, hrsg. und kommentiert von Jürgen Rathje. Wallstein Verlag. Göttingen 2021, ISBN 978-3-8353-3073-3
- Barthold Heinrich Brockes: Irdisches Vergnügen in Gott. Neunter und letzter Teil. Werke, Band 6, hrsg. und kommentiert von Jürgen Rathje. Wallstein Verlag. Göttingen 2025, ISBN 978-3-8353-5651-1 (Rezension von Rainer Moritz „Die Poesie ist eine Kunst, das Wesen der Natur zu schildern.“ in FAZ vom 26. Juli 2025)